# Trachylepis tavaratra
Trachylepis tavaratra este o specie de șopârle din genul Trachylepis, familia Scincidae, descrisă de Ramanamanjato, Nussbaum și Raxworthy 1999. A fost clasificată de IUCN ca specie vulnerabilă. Conform Catalogue of Life specia Trachylepis tavaratra nu are subspecii cunoscute.

## Galerie

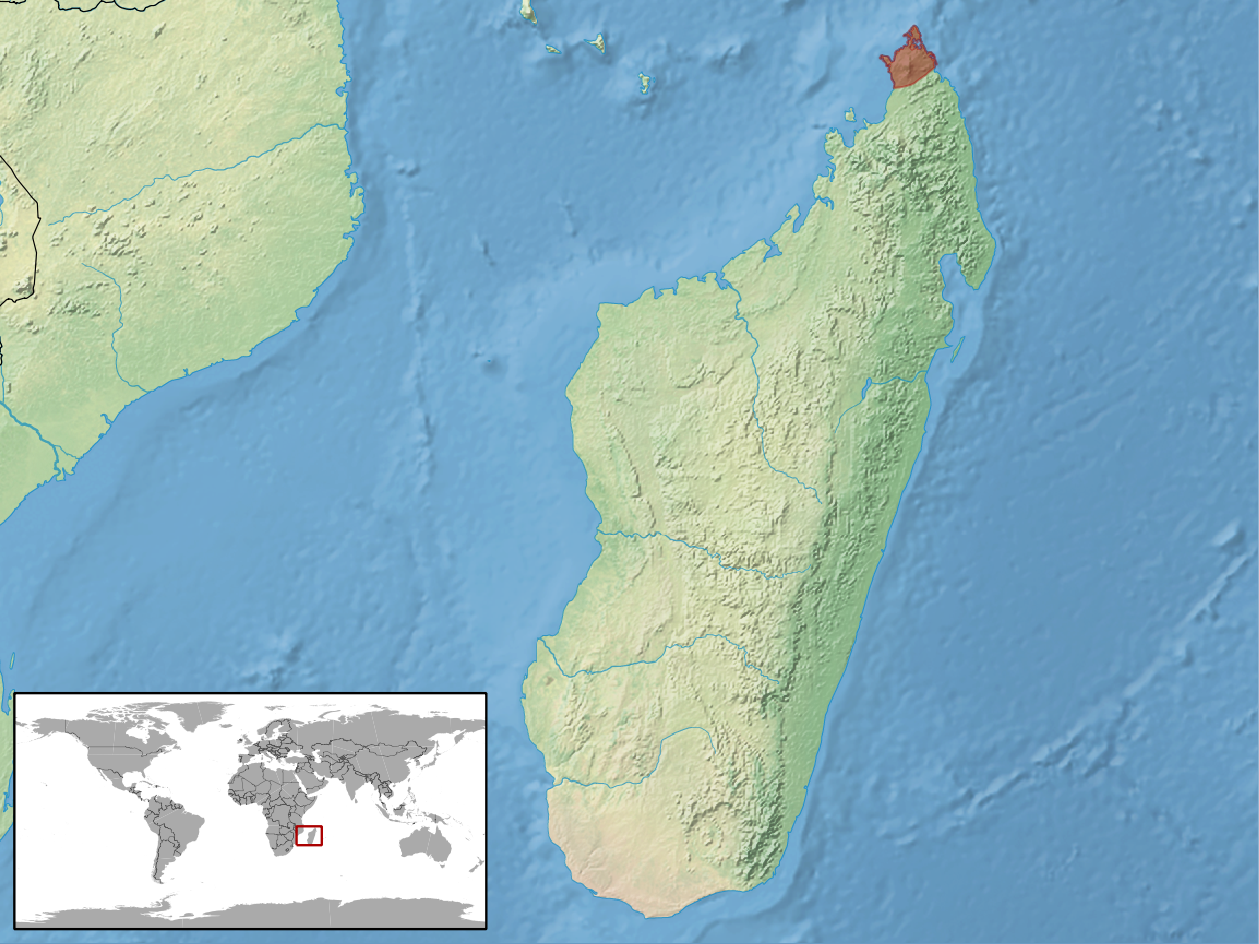